# Hans Valdemar Bertelsen
Hans Valdemar Bertelsen fue un diplomático danés.
- En 1931 entró al Servicio Exterior danés.
- Se ha desempeñado en todas las secciones del Min Exterior: secciones políticas, jurídicas, administrativas y económicas.
- De 1949 a 1954 fue Jefe de la Sección, División Económica. y en la capacidad de presidente negoció acuerdos con Francia, Bélgica, Holanda, Indonesia, Noruega, Suecia y Finlandia.
- De 1937 a 1938 fue secretario de Legación danés en Bruselas.
- Durante los primeros seis meses de la Segunda Guerra Mundial fue secretario de delegación comercial danesa en Londres.
- De 1940 a 1942 fue secretario de Legación danés en Roma.

- De 1942 a 1944 fue empleado en el Consulado general danese en Hamburgo.
- En agosto de 1944 fue detenido por la Gestapo y encarcelado hasta el final de la guerra.
- De mayo a octubre. 1945 fue secretario de legación en Estocolmo.
- De 1946 a 1949 fue consejero de embajada en Washington, D C y en esta capacidad representó  el gobierno danés en el grupo de trabajo del Tratado del Atlántico Norte.

- De marzo de 1954 a 1959 fue embajador en la Ciudad de México y concurrente acreditado ante los gobiernos de Costa Rica, Cuba, República Dominicana, El Salvador, Guatemala, Haití, Honduras, Nicaragua y Panamá.
- De agosto de 1959 a mayo de 1962 fue embajador en Pekín China.
- En 1964 fue Jefe del Departamento, Ministerio de Asuntos Exteriores.

De 1967 a 1969 fue embajador en Beirut (Líbano) y concurrente acreditado ante los gobiernos de Siria, Jordania, Arabia Saudita, Kuwait y Chipre.
- De 1969 a 1973 fue embajador en Rabat (Marruecos) y concurrente acreditado ante los gobiernos de Senegal y Guinea.[1]